# Porthmadog
Porthmadog (pronuncia:  /ˌpɔrθˈmædɒɡ/;  fino al 1974: Portmadoc; 4.200 ab. ca.), chiamata colloquialmente "Port", è una città costiera del Gwynedd, nel Galles nord-occidentale, situata di fronte alla Baia di Tremadog (Tremadog Bay; tratto della Baia di Cardigan, Mare d'Irlanda).

## Geografia fisica

### Collocazione
Porthmadog si trova ad est della Penisola di Lleyn e ai margini del Parco Nazionale di Snowdonia,  a sud del monte Snowdon e ad una trentina di chilometri a sud di Caernarfon, una quindicina di km a nord-ovest di Harlech, nonché a ca. 8 km ad est di Criccieth e a ca. 19 km a sud-ovest di Blaenau Ffestiniog.

### Villaggi
Fanno parte del comune di Porthmadog i seguenti villaggi:
- Borf-y-Gest
- Morfa Bychan
- Tremadog

## Storia
L'esistenza di Porthmadog è attestata a partire 1811, quando William Alexander Maddocks eresse un muro nel mare per ottenere un terreno da adibire ad uso agricolo.

## Da vedere
Da vedere, nei dintorni la città "fantastica" di Portmeirion.